# Józef Ziemian (pisarz)
Józef Ziemian właściwie Józef Zysman (ur. 1922, zm. 1971) – polsko-izraelski pisarz pochodzenia żydowskiego, autor książki Papierosiarze z Placu Trzech Krzyży.

## Życiorys
Jego ojciec był przed II wojną światową, właścicielem sklepu z instrumentami muzycznymi przy Placu Trzech Krzyży w Warszawie. W trakcie okupacji niemieckiej, Ziemian związany był z Żydowskim Komitetem Narodowym i w ramach tej działalności między innymi kolportował publikacje ŻKN, szukał schronienia dla ukrywających się po tzw. stronie aryjskiej Żydów oraz dostarczał im pomoc finansową i dokumenty.
W trakcie Holokaustu zginęła cała jego rodzina.
Po wojnie studiował na Politechnice Warszawskiej. W latach 1948–1949 na łamach łódzkiego Nowego Słowa ukazały się jego wspomnienia dotyczące żydowskich chłopców, którzy w trakcie wojny ukrywali się i handlowali papierosami przy Placu Trzech Krzyży w Warszawie. W 1957 roku wyjechał do Izraela, gdzie w 1963 ukazała się pełne wersja jego wspomnień o papierosiarzach z Placu Trzech Krzyży. W 1989 jego książka Papierosiarze z placu Trzech Krzyży po raz pierwszy ukazała się w języku polskim nakładem Niezależnej Oficyny Wydawniczej NOWA.